# 달라스 (영화)
《달라스》($, 또는 영어: Dollar$나 Dollars 혹은 $ (Dollars))는 미국에서 제작된 리처드 브룩스 감독의 1971년 하이스트 코미디 영화이다. 워런 비티 등이 출연하였고, M. J. 프랭커비치 등이 제작에 참여하였다.

## 출연진
- 워런 비티
- 골디 혼
- 게르트 프뢰베
- 로버트 웨버
- 스콧 브레이디
- 아르투어 브라우스
- 로버트 스타일스
- 볼프강 킬링

## 기타 제작진
- 의상: 요하네스 코너